# J. Lauritzen's Eftf.
|  | Sammenskrivningsforslag Artiklerne J. Lauritzen, J. Lauritzen's Eftf. er foreslået sammenskrevet. (Siden februar 2019) Diskutér forslaget |

J. Lauritzen's Eftf. er en dansk, familieejet transport- og logistikvirksomhed, der tilbyder komplette og specialsyede løsninger indenfor transport, spedition, logistik, projektløsninger, kurérservice mv. J. Lauritzen's Eftf. har hovedkontor i Esbjerg, hvor virksomheden har haft beliggenhed siden 1884, og har endvidere afdeling i Støvring, Danmark samt Verona, Italien. I Verona har virksomheden samtidig eget, lokalt lager, hvorfra der tilbydes alle former for lager- og logistikløsninger.

## Historie
i 1884 blev J. Lauritzen etableret som rederi for tømmerhandel af Ditlev Lauritzen i Esbjerg. i 1888 så Ditlev Lauritzen nye muligheder indenfor søfart og anskaffede sig sit første dampskib, "Uganda". Efter en meget aktiv indsats i Esbjerg rykkede Ditlev Lauritzen teltpælene op og flyttede virksomheden til København. J. Lauritzen i Esbjerg sælges og skiftede i 1930 navn til J. Lauritzen's Eftf. for at undgå forvirring med rederiet J. Lauritzen i København. I 1935 ansættes Anders Nielsen Svarrer som lærling, og blev 1952 medejer og herefter eneejer i 1968. Efter A.N. Svarrers død i 1974 overtog sønnen, Knud Svarrer. I 1982 gik J. Lauritzen's Eftf. nye veje og de første intereuropæiske trafikker startede. I 1985 inddrog man igen nye fragtaktiviteter, hvor man lancerede veksellad- og containerfragt til Italien. Disse aktiviteter udviklede sig over tid til at blive virksomhedens hovedaktiviteter.